# 哈莱默利德和斯帕伦沃德
哈莱默利德和斯帕伦沃德（Haarlemmerliede en Spaarnwoude）是荷蘭的一個旧市镇，位於北荷蘭省。2017年8月，這裡有人口5,760人。2019年1月1日，該市镇与哈莱默梅爾合併。

## 外部連結
- 维基共享资源上的相關多媒體資源：哈莱默利德和斯帕伦沃德
- Official website（页面存档备份，存于）